# Ali Demirboğa
Ali Demirboğa (* 2. August 1990 in Kocaeli) ist ein türkischer Eiskunstläufer, der im Einzellauf antrat. Er ist fünfmaliger türkischer Meister.

## Persönliches
Ali Demirboğas Vater betrieb die Cafeteria der lokalen Eissporthalle. So weckte der Sport das Interesse seiner Söhne. Burak Demirboğa, Ali Demirboğas sechs Jahre jüngerer Bruder, wurde ebenfalls Eiskunstläufer und ist der Türkische Meister der Jahre 2018 bis 2022. Bei den Türkischen Meisterschaften 2016, den letzten Türkischen Meisterschaften, an denen Ali Demirboğa teilnahm, nahm Burak Demirboğa zum ersten Mal teil. In diesem Jahr standen beide Brüder auf dem Podium: Ali gewann die Silbermedaille, Burak die Bronzemedaille. Ali Demirboğa entwickelt heute Choreografien für seinen Bruder.

## Sportliche Karriere
Ali Demirboğa begann 1999 mit dem Eiskunstlauf.
Bei seiner ersten Teilnahme an den Türkischen Meisterschaften im Jahr 2010 gewann er die Goldmedaille, ebenso in den folgenden vier Jahren. An den Eiskunstlauf-Europameisterschaften nahm Demirboğa in den Jahren 2011 bis 2014 viermal teil, wobei der 27. Rang im Jahr 2011 seine höchste Platzierung war. Bei den Weltmeisterschaften 2010 belegte er den 45., 2012 den 40. Platz.

## Ergebnisse
| Meisterschaft / Saison               | 06/07 | 07/08 | 09/10 | 10/11 | 11/12 | 12/13 | 13/14 | 14/15 | 15/16 |
| ------------------------------------ | ----- | ----- | ----- | ----- | ----- | ----- | ----- | ----- | ----- |
| Weltmeisterschaften                  |       |       | 45.   |       | 40.   |       |       |       |       |
| Europameisterschaften                |       |       |       | 27.   | 29.   | 28.   | 32.   |       |       |
| Türkische Meisterschaften            |       |       | 1.    | 1.    | 1.    | 1.    | 1.    | 2.    | 2.    |
| Challenger-Serie + Sonstige / Saison | 06/07 | 07/08 | 09/10 | 10/11 | 11/12 | 12/13 | 13/14 | 14/15 | 15/16 |
| Golden Spin of Zagreb                |       |       |       |       |       |       |       | 21.   |       |
| Ice Challenge                        |       |       |       | 12.   |       |       |       | 12.   |       |
| Challenge Cup                        |       |       |       |       |       | 11.   |       |       |       |
| Crystal Skate of Romania             |       |       |       |       |       | 9.    |       |       |       |
| Cup of Nice                          |       |       |       |       | 19.   |       |       |       |       |
| Denkova-Staviski Cup                 |       |       |       |       |       |       | 8.    |       |       |
| Golden Spin of Zagreb                |       |       | 15.   |       |       |       |       |       |       |
| Istanbul Cup                         |       |       |       |       | 7.    |       |       |       |       |
| Nebelhorn Trophy                     |       |       |       | 17.   |       |       | 29.   |       |       |
| Sarajevo Open                        |       |       |       |       |       |       |       | 3.    |       |
| Slovenia Open                        |       |       |       |       |       |       | 6.    |       |       |
| Triglav Trophy                       |       |       | 9.    | 9.    | 8.    |       |       |       |       |
| Universiade                          |       |       |       |       | 23.   |       | 22.   | 29.   |       |
| Juniorenwettbewerb / Saison          | 06/07 | 07/08 | 09/10 | 10/11 | 11/12 | 12/13 | 13/14 | 14/15 | 15/16 |
| Junior Grand Prix Kroatien           |       |       | 19.   |       |       |       |       |       |       |
| Junior Grand Prix Türkei             |       |       | 22.   |       |       |       |       |       |       |
| EYOF                                 | 19.   |       |       |       |       |       |       |       |       |
| Triglav Trophy                       | 8.    | 5.    |       |       |       |       |       |       |       |